# 銀灣基督教青年會中心
銀灣基督教青年會中心,美國紐約州北部森林公園中一個基督教青年會中心,位於喬治湖西岸.1904年開始暑期項目.

## 历史
銀灣基督教青年會中心由Luther Wishard于1900年买下地皮，并于1904开设第一届暑期项目，一直到今天。现任中心主管为Marty Fink。

## 大学生暑期工
銀灣基督教青年會中心有深厚的YMCA传统，每年暑假有很多大学生来此做工，作为一种传统。他们大多为幼年由父母带到銀灣基督教青年會中心度假，长大后回来工作。中心每年亦有少数国际职员。2007年职员更有来自中国、俄国、法国、英国、乌克兰、埃及、南韩、土耳其、肯尼亚。

## 地理位置
銀灣基督教青年會中心东邻乔治湖，其余三面被森林包围，方圆数里无人居住，最近居民点有三十分钟车程。维蒙特州亦只有四十分钟车程到银湾，四季分明，阳光充足，景色宜人。

## 会议
中心每年暑期有大量会议在此举行，其实不乏许多不同教义的美国信徒聚会，如路德教。